# Super Colossal
Albums de Joe Satriani
Is There Love in Space?
(2004) Satriani Live!
(2006)
Super Colossal est un album de Joe Satriani, sorti le 13 mars 2006. C'est le onzième album studio de Joe Satriani. Cet album est assez connoté rock malgré quelques ballades à la limite de la pop. Les guitares utilisées pour cet album sont notamment les JS1200 et JS1000 de la marque Ibanez.
Une partie du thème de Crowd Chant est inspirée de la Pavane de Gabriel Fauré.

## Titres
1. Super Colossal - 4:14
2. Just Like Lightnin' - 4:01
3. It's So Good - 4:14
4. Redshift Riders - 4:50
5. Ten Words - 3:28
6. A Cool New Way - 6:13
7. One Robot's Dream - 6:16
8. The Meaning of Love - 4:34
9. Made of Tears - 5:32
10. Theme for a Strange World - 4:39
11. Movin' On - 4:05
12. A Love Eternal - 3:33
13. Crowd Chant - 3:14

## Musiciens
- Joe Satriani : guitare, claviers, basse
- Jeff Campitelli : batterie, percussions
- Simon Phillips : batterie (pistes 6 à 9)